# 心電感應 (Yorushika歌曲)
心電感應 (日语： Terepasu */?)是日本的日系搖滾樂團Yorushika的歌曲。最早於2023年1月12日由日本環球音樂發行公布於各大平台上。

## 概述
此作為Yorushika的第十一個配信作品，並是為日本電視動畫大雪海的卡納所做的片頭曲，而歌曲靈感來自於n-buna所想到的一句話：「無私の共感はテレパシーたり得る」。
此曲CD封面圖亦為先前歌曲盜作的永戶鐵也所繪。

## 收錄
| 音樂配信 | 音樂配信 | 音樂配信 | 音樂配信 |
| 曲序     | 曲目     | 词曲     | 时长     |
| -------- | -------- | -------- | -------- |
| 1.       | テレパス | n-buna   | 4:53     |
| 总时长： | 总时长： | 总时长： | 4:53     |